# David Nieto

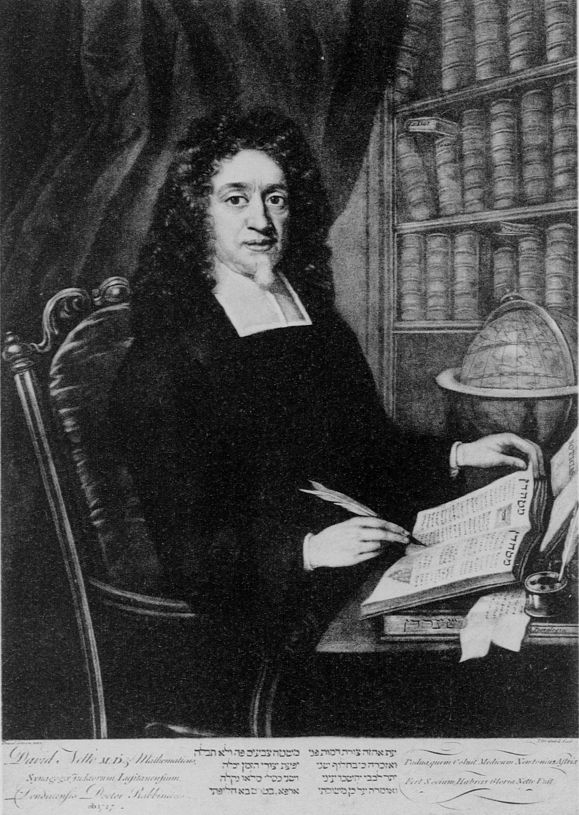
David Nieto nach einem Gemälde von David Estevens

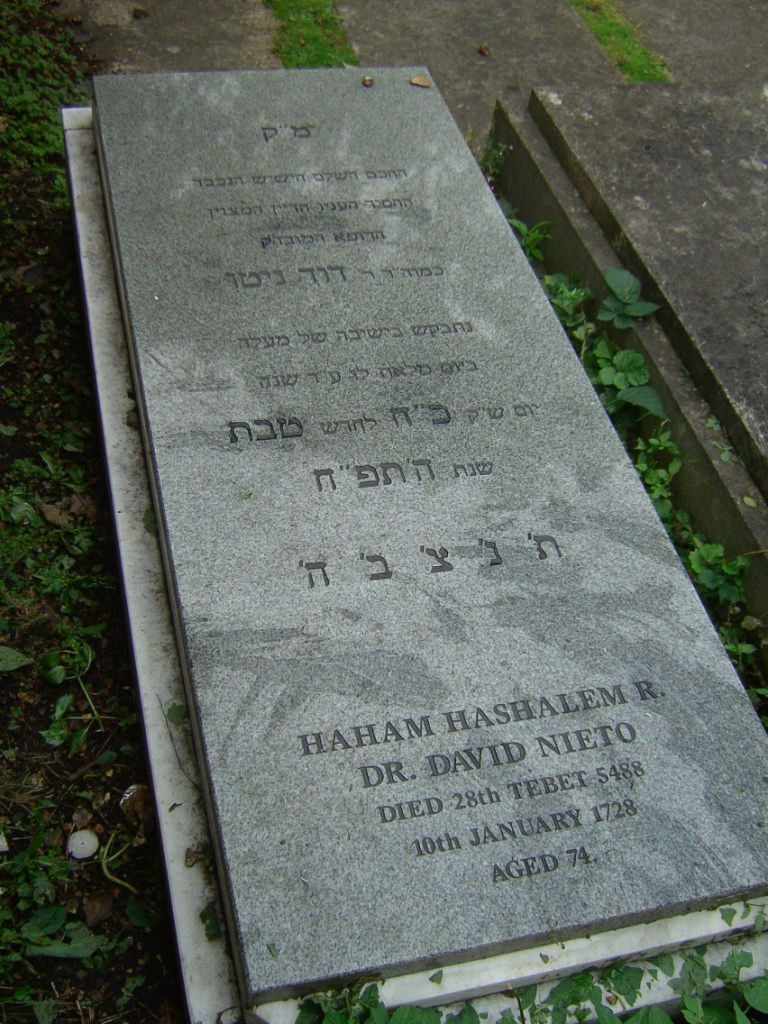
Grab von David Nieto

David Nieto (geboren 1654 in Venedig; gestorben 10. Januar 1728 in London) war Arzt, Philosoph und von 1701 bis 1728 Rabbiner (Chacham) der sefardischen Gemeinde in London.

## Leben
David Nieto wurde 1654 als Sohn ehemals portugiesischer Neuchristen geboren. Nach dem Medizinstudium in Padua praktizierte er zunächst als Arzt in Livorno und war dort als jüdischer Prediger tätig. Als er im Jahr 1701 von der sefardischen Gemeinde Londons zum Nachfolger von Solomon Ayllon zum Chacham berufen wurde, galt er bereits als bedeutender jüdischer Gelehrter, der in mehreren Sprachen (Hebräisch, Spanisch, Portugiesisch, Italienisch und Englisch) schrieb und sowohl auf religiösem wie auf säkularen Gebiet bewandert war.
1702 erschien sein Buch Paschologia, in dem er die Unterschiede in der Kalenderberechnung der Griechen, Römer und der Juden beschrieb. Sein 1717 entstandener Kalender, diente der Londoner Gemeinde bis ins 19. Jahrhundert als Feiertagsführer.
Im Jahr 1704 veröffentlichte er sein Werk De la Divina Providencia, ó sea Naturalezza Universal, ó Natura Naturante (London 1704), mit welchem er sich in den Disput der Deisten zur Göttlichkeit der Natur äußerte. Obwohl er sich dabei stark von Spinoza abgrenzte, wurde er trotzdem als dessen Anhänger verdächtigt. Als sein Hauptwerk gilt die Schrift Matteh Dan (1714), in welcher er das rabbinische Judentum und die mündliche Gesetzes-Überlieferung gegen die Angriffe von marranischer Seite verteidigte. 1715 wandte er sich mit der Schrift Esh Dat gegen den Sabbatianer Nehemiah Hiyya.
Nieto war ein Universalgelehrter; er war sowohl Philosoph, Arzt, Poet, Mathematiker, Astronom und Theologe. Als produktiver Autor hatte er intensive Beziehungen zu christlichen Gelehrten.
Nach seinem Tode übernahm sein Sohn Isaac Nieto (1687–1773) für eine gewisse Zeit das Amt des Chacham der Londoner Gemeinde (1732–1741).

## Werke
- Pascologia : overo Discoro della Pasca. Köln 1702 Digitalisat
- De La Divina Providencia O Sea Naturaleza Universal, O Natura Naturante Tratado Theologico. London 1504 Digitalisat
- Matteh Dan Y Segunda parte del Cuzari. London 1714 Digitalisat
- Esh Dat (hebräisch), London 1715